# Griesbach-au-Val
Griesbach-au-Val è un comune francese di 765 abitanti situato nel dipartimento dell'Alto Reno, nella regione del Grand Est.

## Società

### Evoluzione demografica
Abitanti censiti